# Villa Clemente

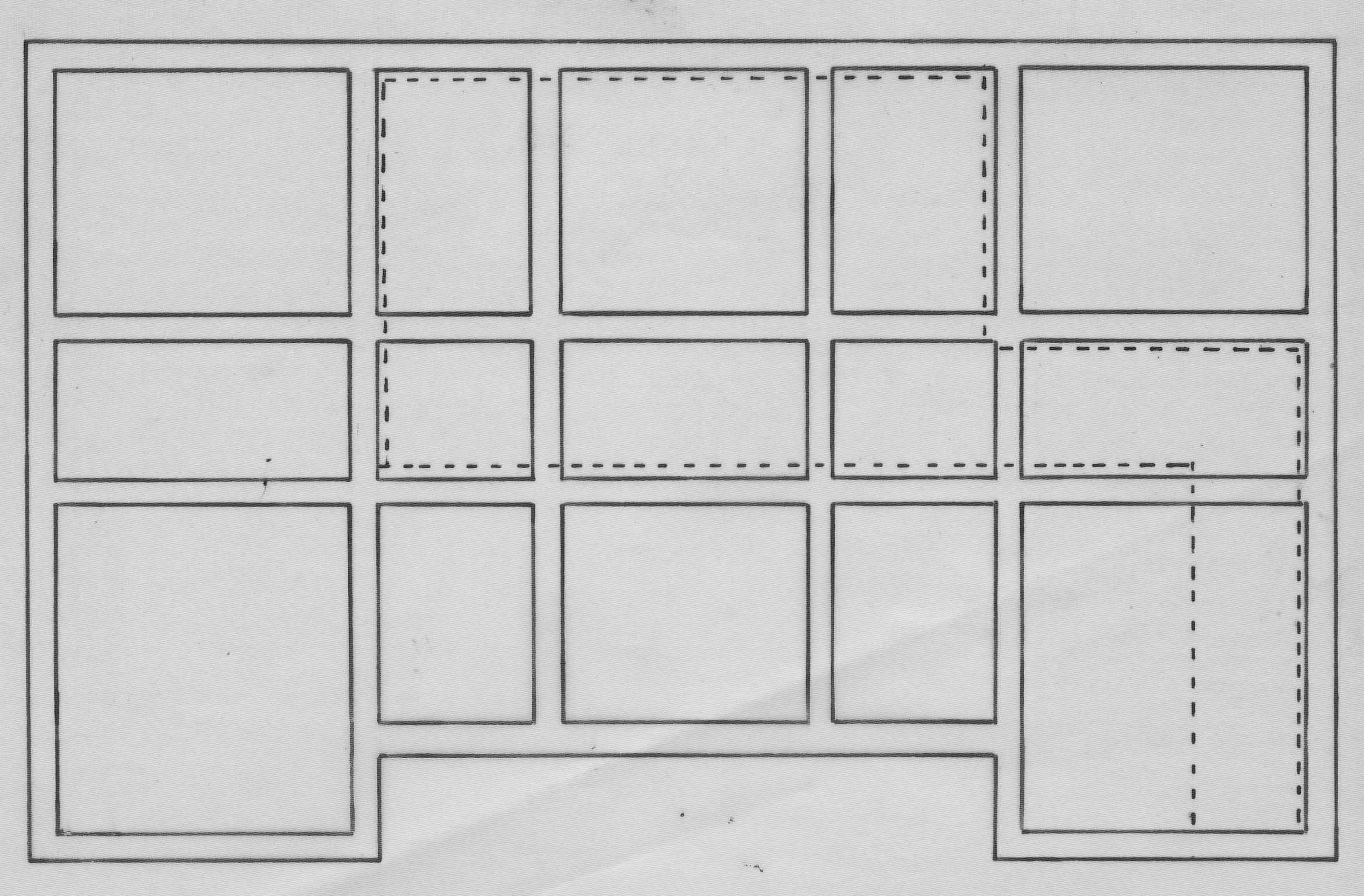
Piano terra della Villa Clemente mostrante i muri della costruzione preesistente

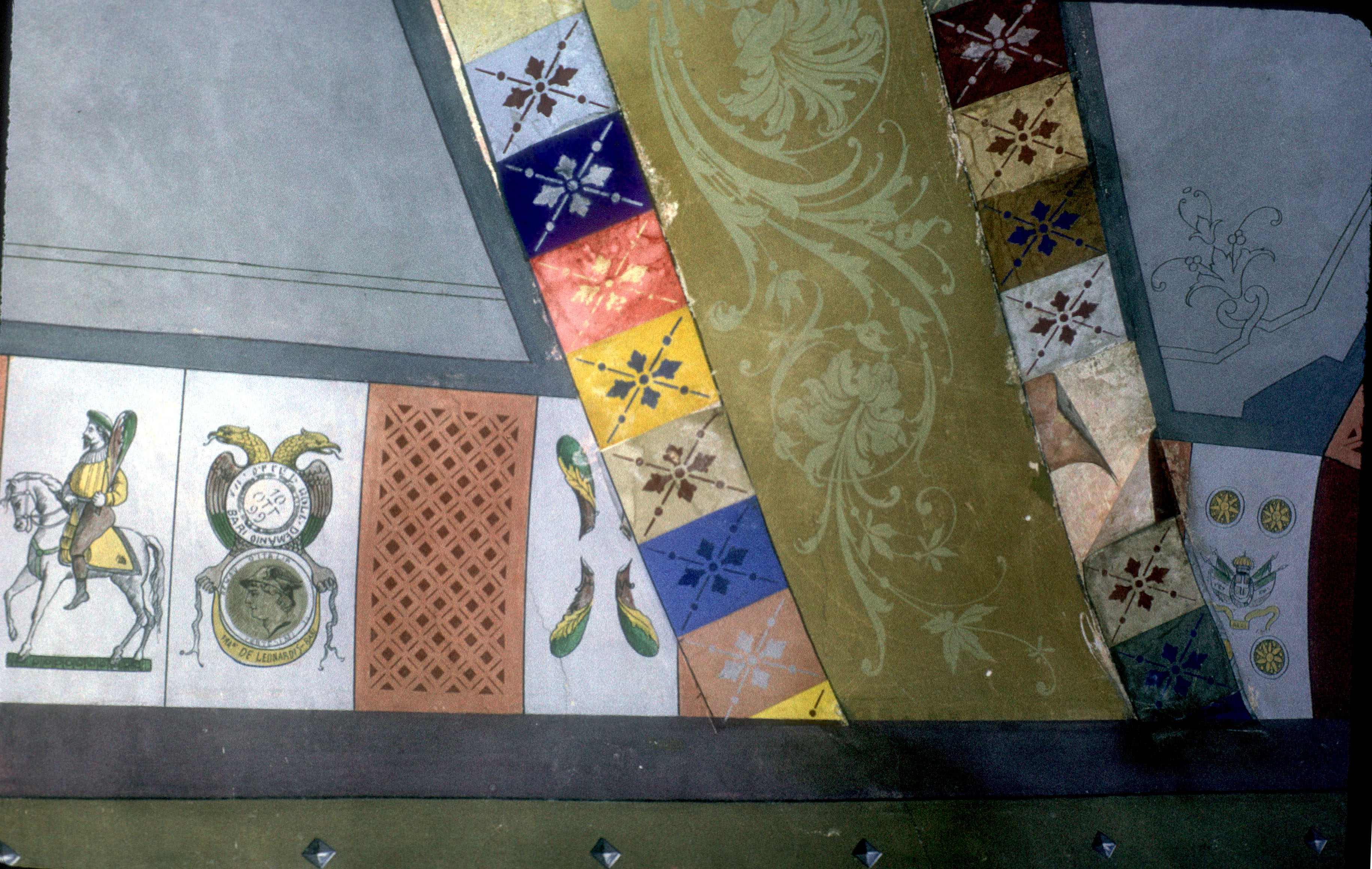
Affresco ad un angolo del soffitto dello studio di Vincenzo Clemente. Detto studio era la prima stanza a destra dell’ingresso, lato strada nazionale.

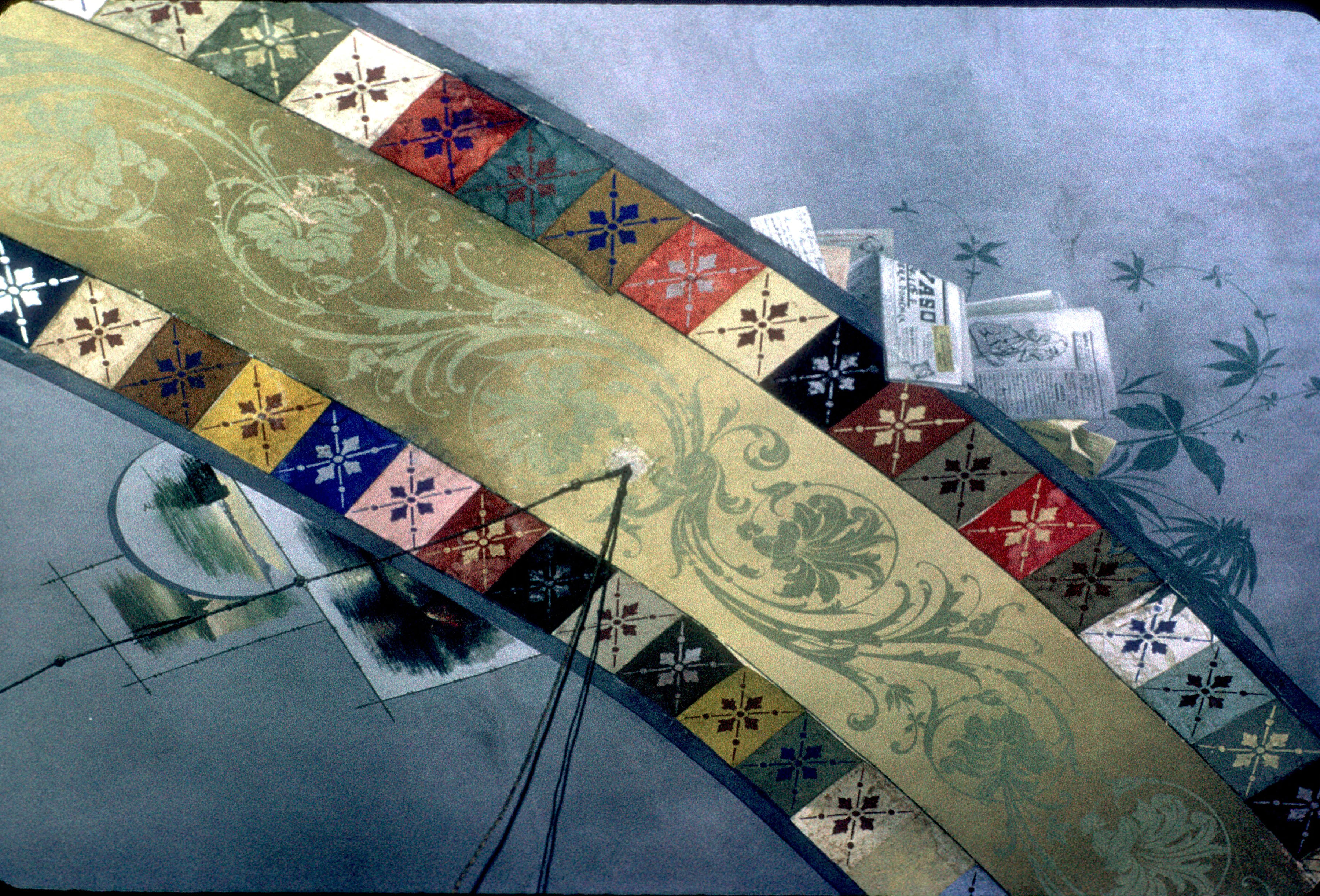
Parte centrale dell’affresco nello studio di Vincenzo Clemente. La porta dello studio aveva il cardine superiore diverso dal cardine inferiore. Il membro connesso alla porta del cardine inferiore era più lungo di quello del cardine superiore. Questo sbilanciava la porta ed il risultato era che porta si chiudeva da sé.

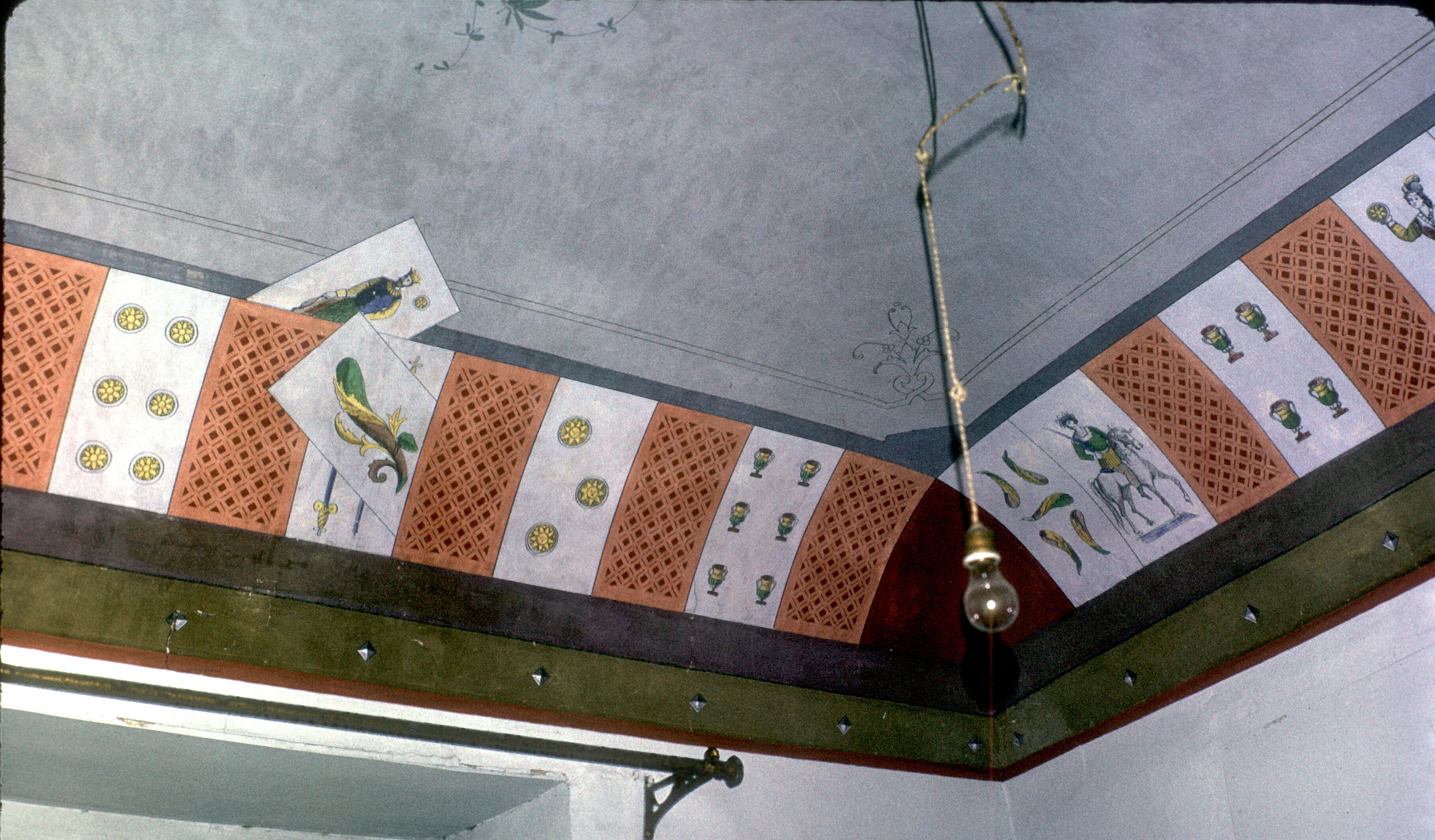
Altro angolo del soffitto dello studio di Vincenzo Clemente

Villa Clemente  è un edificio storico di Roseto degli Abruzzi.
Si trova in via Nazionale nella zona nord della città. Era una delle numerose residenze in stile Liberty della fine  dell'Ottocento, che erano disseminate lungo tutta la costa adriatica.

## Storia e descrizione
Progettata dal nobile Vincenzo Clemente, nel periodo della scoperta delle vacanze balneari, divenne ben presto l'abitazione principale di questo ramo dei Clemente di Castelbasso e Notaresco.
L'edificio incorpora una costruzione preesistente ad un piano di proprietà di Belisario Clemente.
Le origini di questo edificio risalgono probabilmente al 1857, quando il Clero della Chiesa ricettizia di Montepagano, prevedendo lo sviluppo della costa sottostante, diede in affitto a 12 coloni 12 lotti di terreno.
Le mura del piano terra sono in pietre grandi di fiume miste a detriti e molta calce. Lo spessore dei muri è di circa 60cm. Questo sembra indicare una costruzione molto antica.
Le linee tratteggiate nella pianta marcano uno spazio sotto il piano terra, alto circa 1.60m, con soffitti a volta per reggere il piano superiore. Questo spazio era spesso allagato.

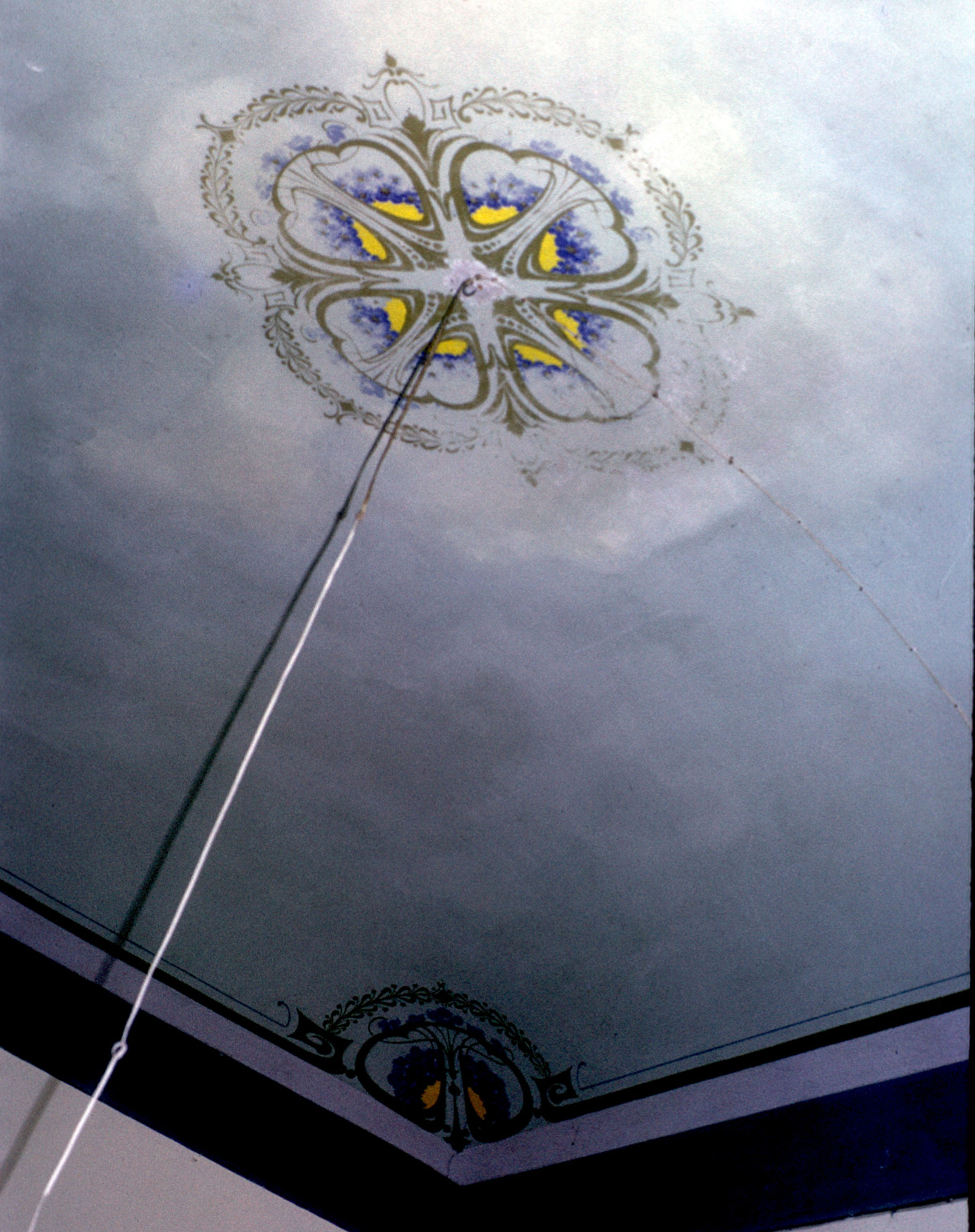
Affresco centrale sul soffitto del “salottino” della consorte di Vincenzo Clemente (Elena Sabucchi di Pianella).

Mostrata nella figura accanto è la pianta della costruzione originale. Le mura interposte tra una camera e l'altra sono aperte con archi alti, con o senza porte.  Tutti i soffitti sono a volta o a botte.
Vincenzo Clemente venne in possesso di questa proprietà, forse dal prozio Belisario. Alla fine dell’Ottocento iniziò i lavori di ristrutturazione con l’aggiunta del secondo e del terzo piano, con metodi di costruzione tipici del periodo.
I soffitti del piano terra furono affrescati in questo periodo. Il secondo piano ("piano nobile"), era una grande loggia usata come salotto, con divani e grandi lampadari che potevano esser calati per accendere i lumi.
L'esterno, come molte ville dell'epoca, è di mattoni a faccia vista. La facciata principale dell'edificio presenta un ricco apparato decorativo, con richiami di ispirazione neogotica. Il primo piano è caratterizzato dalla simmetria delle 5 grandi finestre a ogiva: le due ai lati bifore, la centrale apre su un piccolo terrazzo. Nella torre-altana, sul lato nord, è collocata la grande scala che serve i tre piani dell'edificio e dalla quale si accede al belvedere. Un grande loggiato si affacciava sul lato giardino e fungeva da raccordo alle stanze del primo piano.
Il giardino, tagliato dalla ferrovia, arrivava fino al mare. Sul lato sud un campo da tennis rallegrava le giornate estive.
Negli anni '20, nel giardino verso il mare fu costruito un elegante villino in stile Bauhaus su progetto di Le Corbusier.
Oggi la villa è di proprietà del comune di Roseto degli Abruzzi. Negli anni sono stati fatti diversi tentativi di recupero, anche a costo di snaturare completamente l'edificio. Tra questi va ricordato il premio di architettura  della fondazione Tetraktis  “Istituto di cultura Urbana” nel 1996.

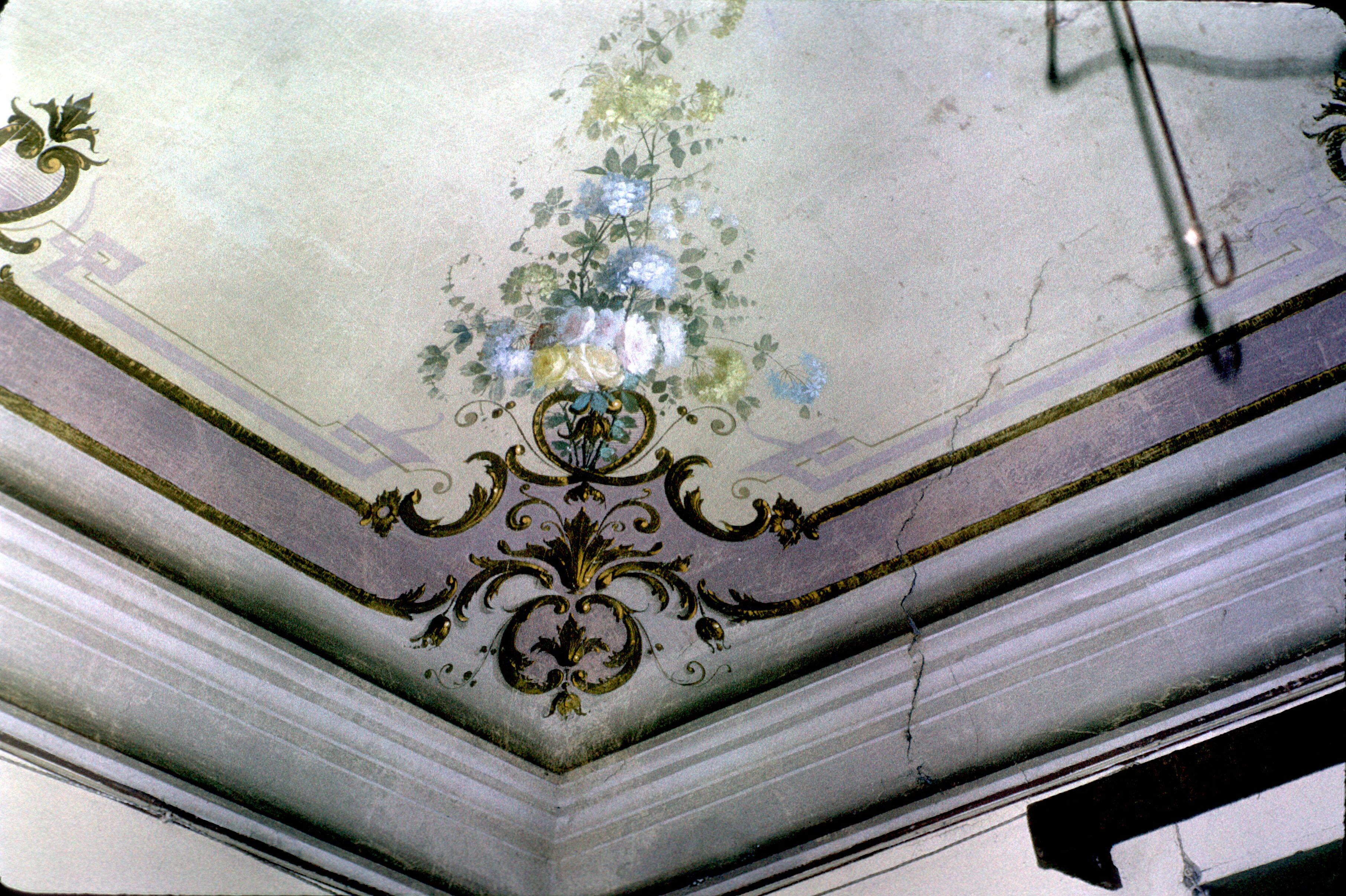
Fregio d’angolo sul soffitto del “salottino”